# María Cecilia Ojeda
María Cecilia Ojeda (n. Ciudad de Santa Fe, Provincia de Santa Fe, Argentina, 29 de noviembre de 1994) es una futbolista argentina que juega como centrocampista en el Deportivo Español de la Primera División Argentina.

## Trayectoria
Cuando la Liga Santafesina anunció, a principios de 2012, la vuelta del fútbol femenino en la ciudad, Ojeda arrancó jugando al fútbol en el club El Quillá. Con el pasar del tiempo, la futbolista se convertiría en una figura clave del club. 
En el año 2017 pasaría a jugar en Unión, donde saldría campeona en dos ocasiones. En 2019 volvió a jugar para El Quillá, donde también se coronó campeona. En el mismo año fue convocada por la selección santafesina para disputar el Campeonato Nacional Femenino de Equipos y Selecciones de Ligas, donde saldría subcampeona.
El 20 de agosto de 2021 hizo su debut en el Torneo de Primera División de AFA, en el partido que Deportivo Español le ganó a El Porvenir por 2 a 1.

## Activismo
El 31 de octubre de 2021, tras el partido ante Boca en La Bombonera, Ojeda leyó ante las cámaras de DeporTV un comunicado elaborado por el plantel de Deportivo Español. En el mismo las futbolistas hacían referencia a las problemáticas que atrevesaban en el club, la falta de apoyo para el desarrollo de la disciplina y las situaciones de violencia que habían vivido

## Clubes
| Club             | País      | Año           |
| ---------------- | --------- | ------------- |
| El Quilla        | Argentina | 2012 - 2017   |
| Unión (Santa Fe) | Argentina | 2017 - 2019   |
| El Quilla        | Argentina | 2019          |
| Unión (Santa Fe) | Argentina | 2020-2021     |
| Dep. Español     | Argentina | 2021-presente |

### Estadísticas
- Actualizado al 5 de septiembre de 2021

| Club | Div.                                        | Temporada                                   | Liga Regional(1)                            | Liga Regional(1)                            | Liga Regional(1)                            | Copa Provincial(2)                          | Copa Provincial(2)                          | Copa Provincial(2)                          | Liga Nacional(3)                            | Liga Nacional(3)                            | Liga Nacional(3)                            | Copa Nacional(4)                            | Copa Nacional(4)                            | Copa Nacional(4)                            | Copa Internacional(5)                       | Copa Internacional(5)                       | Copa Internacional(5)                       | Total                                       | Total                                       | Total  | Media goleadora |
| Club | Div.                                        | Temporada                                   | Part.                                       | Goles                                       | Asist.                                      | Part.                                       | Goles                                       | Asist.                                      | Part.                                       | Goles                                       | Asist.                                      | Part.                                       | Goles                                       | Asist.                                      | Part.                                       | Goles                                       | Asist.                                      | Part.                                       | Goles                                       | Asist. | Media goleadora |
| --- | ------------------------------------------- | ------------------------------------------- | ------------------------------------------- | ------------------------------------------- | ------------------------------------------- | ------------------------------------------- | ------------------------------------------- | ------------------------------------------- | ------------------------------------------- | ------------------------------------------- | ------------------------------------------- | ------------------------------------------- | ------------------------------------------- | ------------------------------------------- | ------------------------------------------- | ------------------------------------------- | ------------------------------------------- | ------------------------------------------- | ------------------------------------------- | ------ | --------------- |
| El Quilla Argentina |                                             |                                             |                                             |                                             |                                             |                                             |                                             |                                             |                                             |                                             |                                             |                                             |                                             |                                             |                                             |                                             |                                             |                                             |                                             |        |                 |
| 1.ª | 2012                                        | 0                                           | 0                                           | 0                                           | -                                           | -                                           | -                                           | -                                           | -                                           | -                                           | -                                           | -                                           | -                                           | -                                           | -                                           | -                                           | 0                                           | 0                                           | 0                                           | 0      |                 |
| 1.ª | 2013                                        | 0                                           | 0                                           | 0                                           | -                                           | -                                           | -                                           | -                                           | -                                           | -                                           | -                                           | -                                           | -                                           | -                                           | -                                           | -                                           | 0                                           | 0                                           | 0                                           | 0      |                 |
| 1.ª | 2014                                        | 0                                           | 0                                           | 0                                           | -                                           | -                                           | -                                           | -                                           | -                                           | -                                           | -                                           | -                                           | -                                           | -                                           | -                                           | -                                           | 0                                           | 0                                           | 0                                           | 0      |                 |
| 1.ª | 2015                                        | 0                                           | 0                                           | 0                                           | -                                           | -                                           | -                                           | -                                           | -                                           | -                                           | -                                           | -                                           | -                                           | -                                           | -                                           | -                                           | 0                                           | 0                                           | 0                                           | 0      |                 |
| 1.ª | 2016                                        | 0                                           | 0                                           | 0                                           | -                                           | -                                           | -                                           | -                                           | -                                           | -                                           | -                                           | -                                           | -                                           | -                                           | -                                           | -                                           | 0                                           | 0                                           | 0                                           | 0      |                 |
| 1.ª | 2019                                        | 0                                           | 0                                           | 0                                           | -                                           | -                                           | -                                           | -                                           | -                                           | -                                           | -                                           | -                                           | -                                           | -                                           | -                                           | -                                           | 0                                           | 0                                           | 0                                           | 0      |                 |
| Total | Total                                       | 0                                           | 0                                           | 0                                           | -                                           | -                                           | -                                           | -                                           | -                                           | -                                           | -                                           | -                                           | -                                           | -                                           | -                                           | -                                           | 0                                           | 0                                           | 0                                           | 0      |                 |
| Unión Argentina |                                             |                                             |                                             |                                             |                                             |                                             |                                             |                                             |                                             |                                             |                                             |                                             |                                             |                                             |                                             |                                             |                                             |                                             |                                             |        |                 |
| 1.ª |                                             |                                             |                                             |                                             |                                             |                                             |                                             |                                             |                                             |                                             |                                             |                                             |                                             |                                             |                                             |                                             |                                             |                                             |                                             |        |                 |
| 2017 | 0                                           | 0                                           | 0                                           | 0                                           | 0                                           | 0                                           | -                                           | -                                           | -                                           | -                                           | -                                           | -                                           | -                                           | -                                           | -                                           | 0                                           | 0                                           | 0                                           | 0                                           |        |                 |
| 2018 | 0                                           | 0                                           | 0                                           | -                                           | -                                           | -                                           | -                                           | -                                           | -                                           | -                                           | -                                           | -                                           | -                                           | -                                           | -                                           | 0                                           | 0                                           | 0                                           | 0                                           |        |                 |
| 2020 | Suspendido debido a la Pandemia de COVID-19 | Suspendido debido a la Pandemia de COVID-19 | Suspendido debido a la Pandemia de COVID-19 | Suspendido debido a la Pandemia de COVID-19 | Suspendido debido a la Pandemia de COVID-19 | Suspendido debido a la Pandemia de COVID-19 | Suspendido debido a la Pandemia de COVID-19 | Suspendido debido a la Pandemia de COVID-19 | Suspendido debido a la Pandemia de COVID-19 | Suspendido debido a la Pandemia de COVID-19 | Suspendido debido a la Pandemia de COVID-19 | Suspendido debido a la Pandemia de COVID-19 | Suspendido debido a la Pandemia de COVID-19 | Suspendido debido a la Pandemia de COVID-19 | Suspendido debido a la Pandemia de COVID-19 | Suspendido debido a la Pandemia de COVID-19 | Suspendido debido a la Pandemia de COVID-19 | Suspendido debido a la Pandemia de COVID-19 | Suspendido debido a la Pandemia de COVID-19 |        |                 |
| 2021 | 0                                           | 0                                           | 0                                           | -                                           | -                                           | -                                           | -                                           | -                                           | -                                           | -                                           | -                                           | -                                           | -                                           | -                                           | -                                           | 0                                           | 0                                           | 0                                           | 0                                           |        |                 |
| Total | Total                                       | 0                                           | 0                                           | 0                                           | 0                                           | 0                                           | 0                                           | -                                           | -                                           | -                                           | -                                           | -                                           | -                                           | -                                           | -                                           | -                                           | 0                                           | 0                                           | 0                                           | 0      |                 |
| Dep. Español Argentina |                                             |                                             |                                             |                                             |                                             |                                             |                                             |                                             |                                             |                                             |                                             |                                             |                                             |                                             |                                             |                                             |                                             |                                             |                                             |        |                 |
| 1.ª |                                             |                                             |                                             |                                             |                                             |                                             |                                             |                                             |                                             |                                             |                                             |                                             |                                             |                                             |                                             |                                             |                                             |                                             |                                             |        |                 |
| 2021 | -                                           | -                                           | -                                           | -                                           | -                                           | -                                           | 0                                           | 0                                           | 0                                           | 0                                           | 0                                           | 0                                           | -                                           | -                                           | -                                           | 0                                           | 0                                           | 0                                           | 0                                           |        |                 |
| Total | Total                                       | -                                           | -                                           | -                                           | -                                           | -                                           | -                                           | 0                                           | 0                                           | 0                                           | 0                                           | 0                                           | 0                                           | -                                           | -                                           | -                                           | 0                                           | 0                                           | 0                                           | 0      |                 |
| Total en su carrera | Total en su carrera                         | Total en su carrera                         | 0                                           | 0                                           | 0                                           | 0                                           | 0                                           | 0                                           | 0                                           | 0                                           | 0                                           | 0                                           | 0                                           | 0                                           | 0                                           | 0                                           | 0                                           | 0                                           | 0                                           | 0      | 0               |
| (1) Incluye Liga Santafesina (Debido a la poca información que hay algunos datos pueden estar erróneos) (2) Incluye Torneo Provincial y Copa Santa Fe (3) Incluye Campeonato Argentino (4) Incluye Copa Federal (5) Incluye Copa Libertadores |                                             |                                             |                                             |                                             |                                             |                                             |                                             |                                             |                                             |                                             |                                             |                                             |                                             |                                             |                                             |                                             |                                             |                                             |                                             |        |                 |

## Palmarés

### Campeonatos regionales
| Título   | Club             | País      | Año  |
| -------- | ---------------- | --------- | ---- |
| Apertura | Unión (Santa Fe) | Argentina | 2017 |
| Apertura | Unión (Santa Fe) | Argentina | 2018 |
| Clausura | El Quilla        | Argentina | 2019 |
| Apertura | Unión (Santa Fe) | Argentina | 2021 |

### Campeonatos provinciales
| Título     | Club             | País      | Año  |
| ---------- | ---------------- | --------- | ---- |
| Provincial | Unión (Santa Fe) | Argentina | 2017 |